# پاین ماونتین کلاب (کالیفرنیا)
پاین ماونتین کلاب (به انگلیسی: Pine Mountain Club) یک منطقهٔ مسکونی در ایالات متحده آمریکا است که در شهرستان کرن، کالیفرنیا واقع شده‌است. پاین ماونتین کلاب ۴۳٫۶۶۷ کیلومتر مربع مساحت و ۲٬۳۱۵ نفر جمعیت دارد و ۱٬۶۹۳ متر بالاتر از سطح دریا واقع شده‌است.